# Pancho Villa

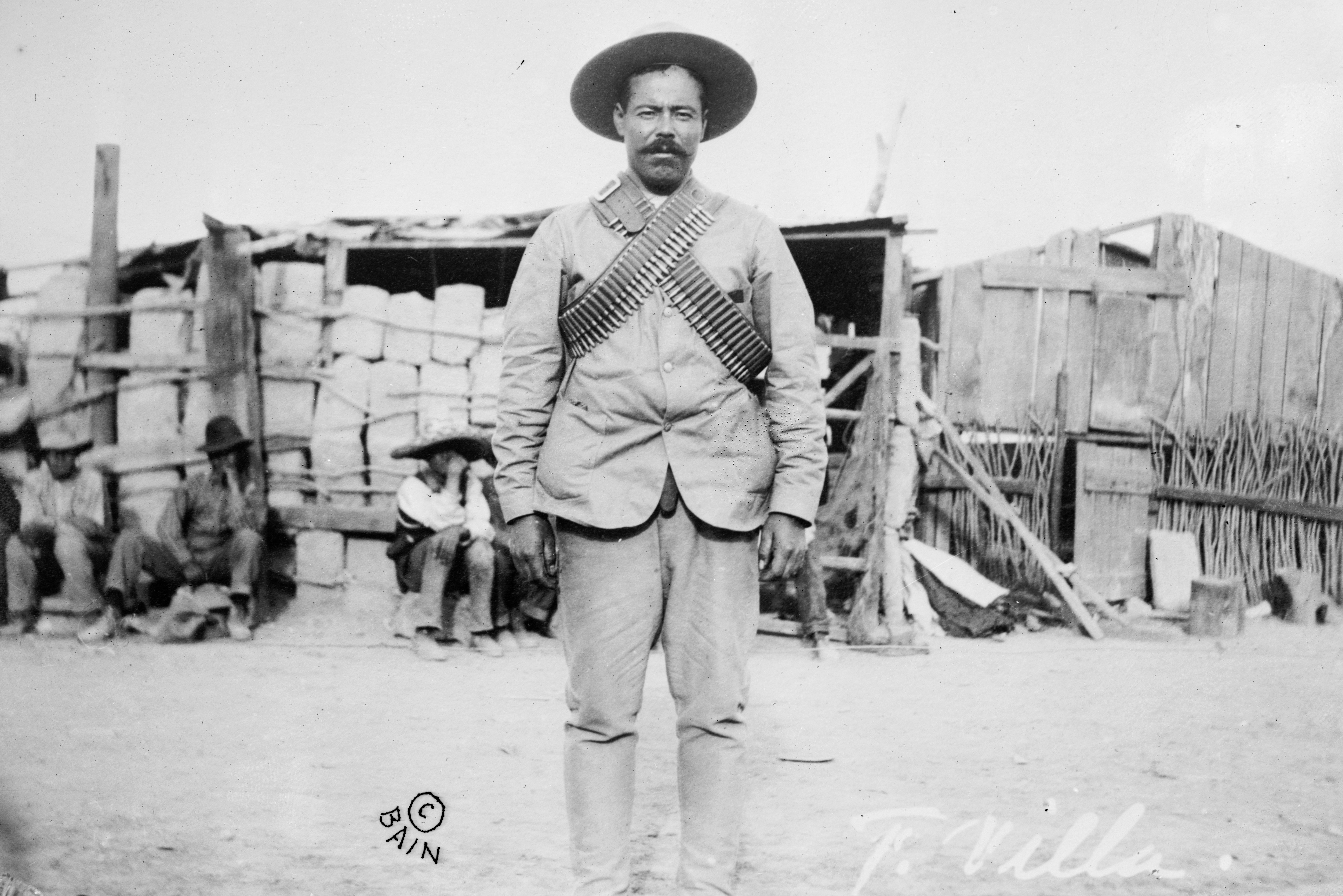
Pancho Villa, fotografie z roku 1911

José Doroteo Arango Arámbula (5. června 1878 – 20. července 1923), spíše známý pod pseudonymem Francisco Villa nebo jen domáckou verzí, Pancho Villa, byl jeden z nejvýznamnějších generálů mexické revoluce.
Jako velitel División del Norte (severní divize) byl Villa skutečný caudillo (vůdce) severomexického státu Chihuahua, který ho, vzhledem ke své velikosti, nerostnému bohatství a blízkosti Spojených států amerických, bohatě zásobil zdroji. Villa byl také prozatímním guvernérem státu Chihuahua v letech 1913 a 1914.
Ačkoliv se do "panteonu" národních hrdinů dostal až zhruba 20 let po své smrti, dnes je jeho památka ctěna jak Mexičany, tak Američany a vlastně lidmi z celého světa. Mnoho ulic a čtvrtí v Mexiku je po něm pojmenováno.

## Biografie

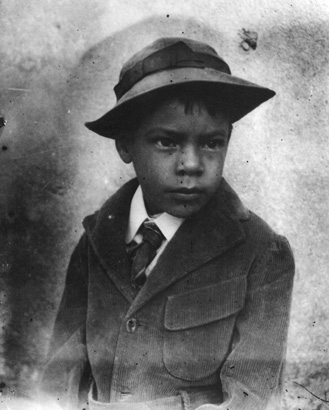
Francisco Villa jako dítě

Villa se narodil jako Doroteo Arango chudým rolníkům Agustínu Arangovi a Micaele Arambula v Rancho de la Loyotada, jedné z největších haciendas v mexickém státě Durango. Doroteo byl nejstarší z pěti dětí a jako takový matce pomáhal s péčí o sourozence, když jejich otec zemřel.
Podle Villových vlastních prohlášení ve věku šestnácti let zastřelil Lopeze Negre, jednoho z majitelů či správců haciendy, když se Negre pokoušel znásilnit jeho sestru. Někteří historici však pochybují o pravdivosti tohoto příběhu. Poté Villa utekl do kopců, kde se dostal do skupiny banditů. Nakonec se dostal do skupiny, v jejímž čele byl Ignacio Parra, jeden z nejznámějších loupežníků v Durangu té doby. Poté Doroteo přijal jméno "Francisco Villa" po svém dědečkovi z otcovy strany, Jesusu Villovi.
V roce 1902 byl Pancho Villa zatčen za krádeže mul a násilí. Byl sice ušetřen trestu smrti kvůli svým vztahům s mocným Pablo Venezuelou (kterému Villa prodával kradené zboží), avšak rovněž přinucen vstoupit do federální armády. O několik měsíců později z armády utekl a uprchl do sousedního státu Chihuahua.

### Vrchol kariéry
Villa a jeho podporovatelé, známí jako Villistas, postupně ovládli rozsáhlé území a půdu rozdělili rolníkům a vojákům. Zároveň Villa olupoval a zabavoval vlaky, stejně jako ostatní revoluční generálové. Rovněž se zapojil do tisku nekrytých peněz.
Villova dominance v severním Mexiku byla rozbita v roce 1915, příčinou byla série porážek, které utrpěl u Celaya a Agua Prieta z rukou Álvaro Obregóna a Plutarco Elías Callese. Po slavném nájezdu na Columbus v roce 1916 se generál John J. Pershing snažil Villu a jeho stoupence marně stíhat. Tento pokus trval zhruba rok.
Villa odešel na odpočinek v roce 1920 a stal se majitelem rozsáhlého pozemku, který změnil ve vojenskou kolonii pro své bývalé vojáky. V roce 1923 se Villa rozhodl znovuzapojit do mexické politiky. Výsledkem bylo jeho zavraždění, pravděpodobně na příkaz Álvara Obregóna, tehdejšího mexického prezidenta. Zemřel v pětačtyřiceti letech.

## Villa ve filmech, televizi a literatuře

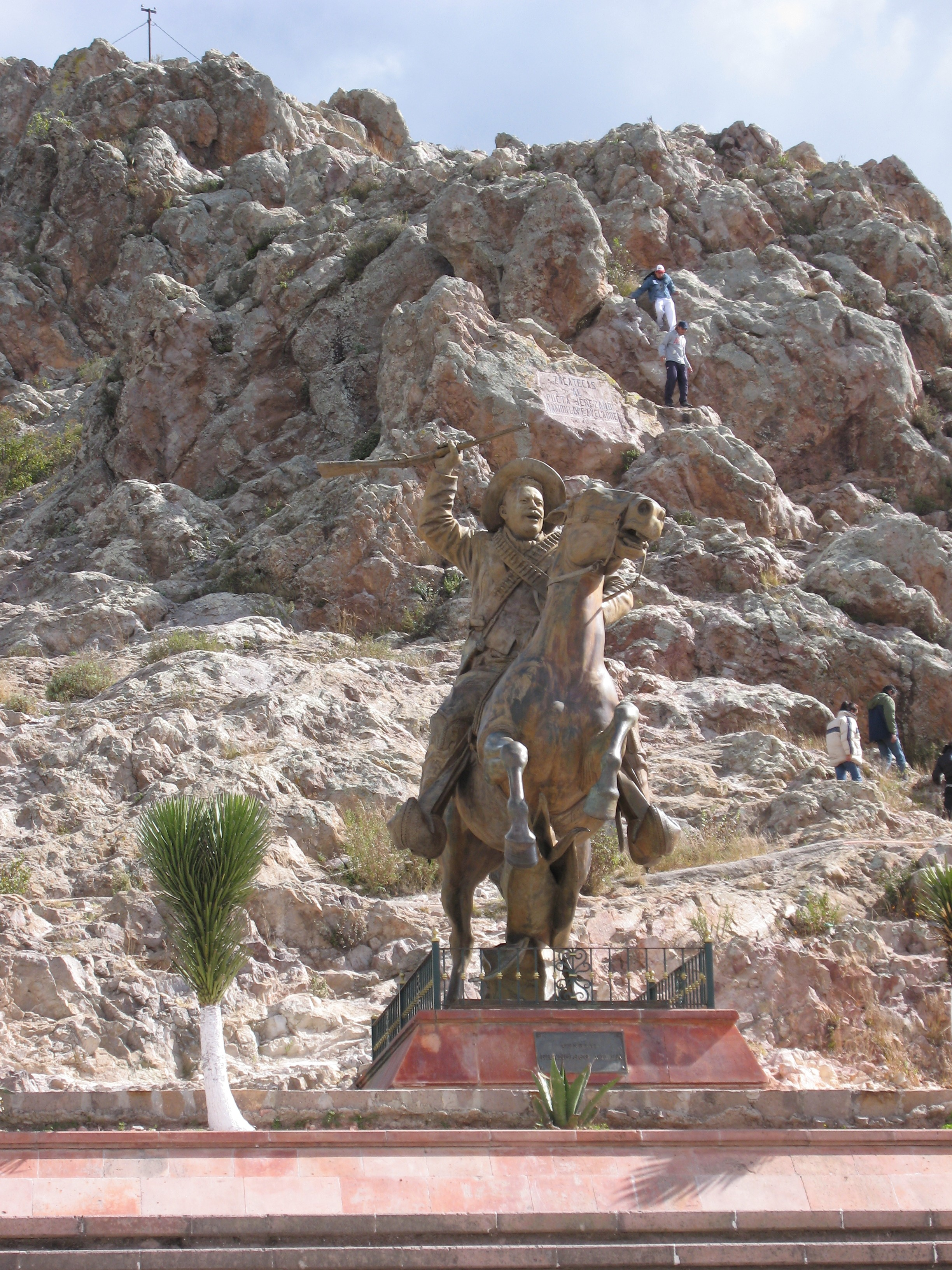
Socha ve státě Zacatecas

Villa velmi dbal na budování své image hrdiny. Rád referoval novinářům o své práci, vybíral si k interview slavného Johna Reeda. V letech 1912, 1913, 1914 a 1916 hrál v holywoodských filmech sám sebe. 
- Life of Villa (1912)
- With General Pancho Villa in Mexico (1913, nepotvrzeno)
- The Life of General Villa (1914)
- Following the Flag in Mexico (1916)

Film Viva Villa! z roku 1934 byl nominován na Oscara. Mezi herce, kteří si Pancho Villu zahráli, patří:
- Raoul Walsh (1912, 1914) The Life of General Villa
- Wallace Beery (1917) Patria
- George Humbert (1918) Why America Will Win
- Wallace Beery (1934) Viva Villa!
- Juan F. Triana (1935) El Tesoro de Pancho Villa
- Domingo Soler (1936) ¡Vámonos con Pancho Villa!
- Maurice Black (1937) Under Strange Flags
- Leo Carrillo (1949) Pancho Villa Returns
- Pedro Armendáriz (1950, 1957, 1960)
- Alan Reed (1952) Viva Zapata!
- Victor Alcocer (1955) El siete leguas
- Rodolfo Hoyos, Jr. (1958) Villa!!
- José Elías Moreno (1967) El Centauro Pancho Villa
- Ricardo Palacios (1967) Los Siete de Pancho Villa
- Yul Brynner (1968) Villa Rides
- Telly Savalas (1971) Pancho Villa!
- Heraclio Zepeda (1973) Reed, México insurgente
- Antonio Aguilar (1974) La Muerte de Pancho Villa
- Héctor Elizondo (1976) Wanted: The Sundance Woman (TV)
- Freddy Fender (1977) She Came to the Valley
- José Villamor (1980) Viva México (TV)
- Jorge Reynoso (1982) Red Bells: Mexico in Flames
- Gaithor Brownne (1985) Blood Church
- Guillermo Gil (1987) Senda de Gloria (TV seriál)
- Pedro Armendáriz, Jr. (1989) Old Gringo
- Mike Moroff (1992) The Young Indiana Jones Chronicles, Young Indiana Jones and the Curse of the Jackal, "Mexico, March 1916", The Adventures of Young Indiana Jones: Spring Break Adventure
- Antonio Aguilar (1993) La sangre de un valiente

- Jesús Ochoa (1995) Entre Pancho Villa y una mujer desnuda
- Carlos Roberto Majul (1999) Ah! Silenciosa
- Peter Butler (2000) From Dusk Till Dawn 3: The Hangman's Daughter
- Josef Carda (2000 - 2007) Tele Tele (Cucurucucu)
- Antonio Banderas (2003) And Starring Pancho Villa as Himself
- Indiana Jones se zmiňuje, že s ním zamlada bojoval Indiana Jones a království křišťálové lebky (2008)
- Alejandro Calva (2009) Chico Grande
- Johnny Depp (2012) Seven Friends of Pancho Villa and the Woman with Six Fingers

Román Davida Morrella Poslední ráno pojednává o americké trestné výpravě do Mexika roku 1916 pod velením Johna J. Pershinga, která měla za úkol vypátrat a potrestat Pancho Villu za přepadení amerického příhraničního města Columbus v Novém Mexiku.